# ری بروکس
ری بروکس (انگلیسی: Ray Brooks; ۲۰ آوریل ۱۹۳۹ – ۹ اوت ۲۰۲۵) بازیگر اهل بریتانیا بود. وی بین سال‌های ۱۹۵۹ تا ۲۰۰۷ میلادی فعالیت می‌کرد. از فیلم‌ها یا برنامه‌های تلویزیونی که وی در آن نقش داشته است می‌توان به مهارت ...و نحوه به دست آوردنش، تیفانی جونز و قاتل اشاره کرد.